# Jugozapadna Kavkaska Republika
Jugozapadna Kavkaska Republika (od 1. prosinca 1918. do 19. travnja 1919.) (turski: Güney-batı Kafkas Cumhuriyeti, azerski: Cənub-Qərbi Qafqaz Cümhuriyyəti) ili Karska Republika bila je kratkotrajna prijelazna uprava sa središtem u Karsu koja je osnovana nakon završetka Prvog svjetskog rata na Bliskom istoku. Ovu tvorevinu ukinuo je britanski dužnosnik admiral Somerset Arthur Gough-Calthorpe. Mnogi ovu tvorevinu smatraju turskom marionetskom državom.
Teritorij ove države trebao je obuhvatiti većinsko muslimansko stanovništvo u području Karsa i Batuma, Erivanski okrug u istoimenoj pokrajini, te okruge Ahalcihe i Ahalkalaki u pokrajini Tiflis. U stvarnosti ova država je obuhvaćala samo pokrajinu Kars. Država je postojala za vrijeme britanske uprave i savezničke intervencije u Zakavkazju.

## Povijest nastanka
Prema odredbama sporazuma o primirju u Mudrosu (30. listopada 1918), turska vojska prisiljena je na povlačenje s ruskog teritorija u Kavkazu na predratne granice. Do 4. prosinca osmanske snage su se povukle na granice koje su postojale prije 1877., ali su dva mjeseca odugovlačile povlačenje iz pokrajine Kars. 
Ovim odugovlačenjem osmanske su snage uspjele dobiti dovoljno vremena kako bi stvorile protursku prijelaznu vladu koja se trebala oduprijeti uključenju ove povijesno armenske pokrajine u novu Demokratsku Republiku Armeniju. Narodna islamska vijeća osnovana su u svim većim gradovina u pokrajini Kars - Oltu, Kagizman, Igdir, Sarikamis, Ardahan i Kars, te u naseljima u okolnim teritorijima s turkofonom muslimanskom većinom - Ahalcihe, Ahalkalaki i Batumi.
Najvažnije je bilo „Karsko islamsko vijeće“ koje je osnovano 5. studenog 1918. godine. Idući mjesec vijeće je promijenilo ime u „Narodno vijeće“, da bi u siječnju 1919. postalo „Karsko narodno vijeće“, te da u ožujku te godine promijenilo naziv u „Prijelaznu narodnu vladu Jugozapadnog Kavkaza“. Ova vlada zahtijevala je upravljanje nad cijeli teritorijem pokrajine Kars i okolnim muslimanskim mjestima između Batumija i Nahčivana, što je otprilike odgovaralo teritoriju s kojeg je povučena turska vojska nakon primirja u Mudrosu.

## Osnutak
Većina stanovništva u jugozapadnom dijelu Zakavkazja bili su muslimani, te su iz tog razloga razumljivo podupirali Azerbajdžan. Gruzija je blokirala azerbajdžansko pripajanje muslimana na jugozapadu, što bi dovelo do proširenja granica sve do Crnog mora. Kao rezultat toga, dana 27. rujna 1918., Muslimanski narodni odbor pod vodstvom dr. Esada Oktay-bega osnovano je u Karsu, a tražilo je autonomiju ili nezavisnost, slično kao i novoosnovane države Armenija, Azerbajdžan i Gruzija. Dana 1. prosinca 1918. Muslimansko narodno vijeće u Karsu proglasilo je nezavisnu Jugozapadnu Kavkasku Republiku i izabralo Cihangirzade Ibrahim-bega za predsjednika. Novoosnovana republika dala je puna prava svima osim Armencima, te dobila britanske garancije o zaštiti od Gruzije i Armenije na svom teritoriju sve do odluke o ovom području na Pariškoj mirovnoj konferenciji.
Dana 13. siječnja 1919., britansko zapovjedništvo u Batumu poslalo je u Kars delegaciju od 60 Armenaca kako bi postavili armenskog političara Korganova na mjesto upravitelja Karsa. Parlament republike je odbacio ovaj prijedlog i odbio daljne pregovore s Armencima, što je dovelo do eskalacije nasilja.
U međuvremenu su u istom mjesecu održani izbori za parlament. Parlament je ima 64 zastupnika, od kojih 60 muslimana, tri Grka i jednog molokanskog Rusa. Ovaj parlament je 17. siječnja usvojio novu ustav prema kojem su dana prava ženama, a Kars je proglašen glavnim gradom, te turski službenim jezikom. Parlament je 27. ožujka odobrio novu vladu.

## Raspad
Nakon sukoba Jugozapadne Kavkaske Republike s Gruzijom i Armenijom, započela je intervencija britanske vojske koja je 19. travnja 1919. okupirala Kars, te prekinula sjednicu parlamenta i uhitila 30 vladinih dužnosnika. Jedanaest ovih dužnosnika prvo je deportirano u Batum, a kasnije u Istanbul, te na kraju na Maltu. Britanci su uskoro pokrajinu Kars predali armenskim vlastima. Dana 7. srpnja 1920., gruzijska vojska ulazi u Batum i zamjenjuje britanske snage koje su to područje kontrolirale od turskog povlačenja.
Nakon tursko-armenskog rata i kasnijih sporazuma, Turskoj je pripala pokrajina Kars i okolni okruzi koji dana čine pokrajine Ardahan i Iğdır.